# Mystical Ninja 2 starring Goemon
Mystical Ninja 2 starring Goemon (がんばれゴエモン～でろでろ道中 オバケてんこ盛り～?, Ganbare Goemon ~Dero-dero Dōchū Obake Tenko Mori~), oder Goemon's Great Adventure in Nordamerika ist ein Videospiel, das von Konami für Nintendo 64 entwickelt und am 23. Dezember 1998 in Japan veröffentlicht wurde. Es ist das dritte Spiel der Ganbare-Goemon-Reihe, das außerhalb Japans veröffentlicht wurde, und die Fortsetzung von Mystical Ninja starring Goemon, welches zwei Jahre zuvor erschien.

## Handlung
Die ungewöhnliche Geschichte erzählt, wie Goemon, Ebisumaru, Sasuke und Yae versuchen, den bösen Bismaru aufzuhalten, der dem Weisen die Auferstehungsmaschine gestohlen hat. Goemon und seine Freunde müssen durch fünf Welten reisen, um gegen den Dochuki, den Fürsten der Unterwelt, zu kämpfen. Kommen Sie von den Toten zurück und zerstören Sie die Maschine. Jede Welt ist mit japanischen Stilen und Themen gestaltet, und Mystical Ninja 2 mit Goemon setzt die Tradition der Serie mit exzentrischem und surrealem Humor fort.

## Spielprinzip und Technik
Mit 2,5D-Gameplay-Plattformen markiert es die Rückkehr der Serie in ein Side-Scrolling-Format.

## Produktionsnotizen
In Japan erschien das Spiel am 23. Dezember 1998. In Europa wurde es am 18. Juni 1999 als Mystical Ninja 2 starring Goemon veröffentlicht, in Nordamerika am 22. September 1999 als Goemon's Great Adventure.

## Rezeption
Von dem Spiel wurden weltweit mehr als 150.000 Exemplare verkauft. In Erinnerung an die älteren 16-Bit-Spiele wurde das Side-Scrolling-System von Kolumnisten gelobt, die auch den kooperativen Modus für zwei Spieler lobten. Die Grafik und der lebendige Soundtrack haben ebenfalls gut abgeschnitten. Einige Kolumnisten haben dieses Spiel als den besten Side-Scroller des Nintendo 64 angesehen.